# Obvious
Obvious är en låt av pojkbandet Westlife. Låten släpptes 23 februari 2004 och är gruppens sjuttonde officiella singel och den sista innan Brian McFadden lämnade gruppen.